# Doppelwahl
Der Begriff Doppelwahl (auch zwiespältige Wahl) kennzeichnet eine geschichtliche Situation, in der zwei Herrscher weltlicher oder geistlicher Gewalt parallel mit- oder gegeneinander Macht ausüben.
Eine Doppelwahl konnte zustande kommen, wenn die Regeln für die Ermittlung der Mehrheit nicht vorhanden, unklar oder nicht von allen Wählern anerkannt waren. Unzureichende Bestimmungen über das Wahlrecht begünstigten zwiespältige Wahlen. In einer solchen Situation konnte es im Regelfall zur konkurrierenden Machtausübung bis hin zum militärischen Kampf um die Macht kommen. Eine konsensuale Lösung des Konflikts ist die Ausnahme. Sofern eine höhere Instanz für die Lösung des Wahlkonflikts zuständig war (Reprobationsrecht), fielen Entscheidungen oft erst in größerem zeitlichen Abstand und wurden von den Konfliktparteien nicht immer anerkannt.
Zwiespältige Wahlen finden sich häufiger im kirchlichen Bereich, vor allem bei der Besetzung von Bistümern, kommen aber auch bei Päpsten vor (Schisma). Zum Wahlrecht wurden im kanonischen Recht des Hochmittelalters zwei unterschiedliche Positionen vertreten. Nach Rufinus von Bologna († vor 1192) war die Zustimmung dreier Instanzen – Volk, Klerus und Weihebevollmächtigter (Metropolitanbischof) – erforderlich, während Huguccio († 1210) nach dem Modell der römischen Konsensehe die Zustimmung des Metropoliten als überflüssig erachtete.

## Beispiele
- Schisma 1130: Anaklet II. / Innozenz II.
- Doppelkönigtum: Otto IV. / Philipp von Schwaben (1198)[2]
- Doppelwahl von 1256/57: Richard von Cornwall / Alfons X.[3]
- Doppelwahl des mongolischen Großkhans: Arigkbugha Khan / Kublai Khan (1261 – s. David VII.)[4]
- Doppelwahl: Ludwig IV. / Friedrich der Schöne (1314)
- Großes Abendländisches Schisma 1378: Urban VI. / Clemens VII. (Gegenpapst)